# Paleoclinolabus dormitus
Paleoclinolabus dormitus là một loài bọ cánh cứng trong họ Attelabidae. Loài này được Scudder miêu tả khoa học năm 1893.